# Ново-Одеське
Ново-Оде́ське (каз. Жаңа Одесса) — село у складі Уланського району Східноказахстанської області Казахстану. Входить до складу Саратовського сільського округу.
Населення — 482 особи (2021; 619 у 2009, 586 у 1999, 575 у 1989).
Національний склад станом на 1989 рік:
- німці — 39 %
- казахи — 28 %
- росіяни — 28 %

Станом на 1989 рік село називалось Новоодеське.